# Tennistoernooi van Auckland 2019
|                                       |  |                                        |
| Julia Görges, winnares bij de vrouwen |  | Tennys Sandgren, winnaar bij de mannen |

Het tennistoernooi van Auckland van 2019 werd van 31 december 2018 tot en met 12 januari 2019 gespeeld op de hardcourtbanen van het ASB Tennis Centre in de Nieuw-Zeelandse stad Auckland. De officiële naam van het toernooi was ASB Classic.
Het toernooi bestond uit twee delen:
- WTA-toernooi van Auckland 2019, het toernooi voor de vrouwen (31 december–6 januari)
- ATP-toernooi van Auckland 2019, het toernooi voor de mannen (7–12 januari)

## Toernooikalender
| WTA               | dec 2018 | januari 2019 | januari 2019 | januari 2019 | januari 2019 | januari 2019 | januari 2019 | januari 2019 |
| WTA               | maa 31   | din 1        | woe 2        | woe 2        | don 3        | vrĳ 4        | zat 5        | zon 6        |
| ----------------- | -------- | ------------ | ------------ | ------------ | ------------ | ------------ | ------------ | ------------ |
| vrouwenenkelspel  | 1e ronde | 1e ronde     | 2e ronde     | 2e ronde     | 2e ronde     | kwartfinale  | halve finale | finale       |
| vrouwendubbelspel | 1e ronde | 1e ronde     | 1e ronde     | 2e ronde     | 2e ronde     | halve finale | halve finale | finale       |

| ATP              | januari 2019 | januari 2019 | januari 2019 | januari 2019 | januari 2019 | januari 2019 | januari 2019 |
| ATP              | maa 7        | din 8        | woe 9        | woe 9        | don 10       | vrĳ 11       | zat 12       |
| ---------------- | ------------ | ------------ | ------------ | ------------ | ------------ | ------------ | ------------ |
| mannenenkelspel  | 1e ronde     | 1e ronde     | 2e ronde     | 2e ronde     | kwartfinale  | halve finale | finale       |
| mannendubbelspel | 1e ronde     | 1e ronde     | 1e ronde     | 2e ronde     | 2e ronde     | halve finale | finale       |

ATP-toernooi van Auckland‎ – WTA-toernooi van Auckland

2016 · 
2017 · 
2018 · 
2019 · 
2020 · 2021 · 2022 · 
2023 · 
2024 · 
2025